# Невиновный изгнанник Блас Валера своему народу Тауантинсуйу
«Невиновный изгнанник Блас Валера своему народу Тауантинсуйу» или «Exsul Immeritus Blas Valera Populo Suo» (в исторической науке сокращённо EI) — секретный документ (записная книжка) иезуитов об истории инков XVI века и о колониальном Перу XVII века; уникальность документа состоит в использовании шифра иезуитов и в содержащейся дешифровке инкских кипу, юпаны, знаков токапу и секес. Составлен на латыни, кечуа и испанском языках. Предполагаемый автор — метис Блас Валера. В качестве приложения к тетради идут текстильные материалы, потайные карманы и медальоны, содержавшие ряд исторически важных документов: обрывок письма Христофора Колумба, письмо конкистадора Франсиско де Чавеса (5 августа 1533), контракт иезуитов с «хронистом» Гуаманом Пома де Айяла (16 февраля 1614), и различные рисунки. Сама записная книжка входит в состав так называемых «Документов Миччинелли», найденных в итальянском семейном архиве в 80-х годах XX века, и даже послуживших причиной изобретения итальянцем Раймондо де Сангро цветного книгопечатания в 1750 году.

## Об авторе
Блас Валера являлся хронистом ордена иезуитов, автором ряда фундаментальных исторических исследований по истории инков. Он также составил словарь знаков токапу (в связке с кипу и юпаной), предположительно являвшихся письменностью или тайнописью Инков, либо же только разновидностью письменности индейцев Перу во времена испанской колонии.

## Общие характеристики документа

### Замечания о материалах, чернилах, цвете и технологиях
Записная книжка имеет размер 24x18 см и составлена из 11 листов, сшитых по середине двумя довольно хорошо сохраненными швами в тетрадь: один — 3 см у основания и другой — 2,5 см от верха записной книжки, образуя 22 страницы на той же бумаге, на которой исписано и разрисовано 19 страниц; к ним добавлены: листик, приклеенный к стр.9r, материалы, содержавшиеся в двух кармашках и пять Приложений, вставленных и сложенных между страницами, состоящих из той же бумаги: речь идет о листах довольно толстых и прочных, на которых читается знак IHS.
Как показали проведённые анализы, чернила, использованные во всей записной книжке состоят из древесной сажи более или менее мелкозернистой; при хорошем увеличении видны большие кусочки угля, из которого они состоят, в то время как для мест, написанных красным цветом, были использованы красные чернила, добытые из измельчённой киновари; как разбавитель и протраву использовали соединение, согласно анализам, богатое азотом, почти несомненно это моча. Чтобы выделять некоторые письменные данные, автор записной книжки приклеивает фигуры из материи, связанные с текстом, и они также были проанализированы: так, на бочке, находящейся на борту корабля, нарисованного на обложке (стр. Ir), и на сосуде в руках монаха, изображенного на стр. 16r, был использован измельчённый сульфид мышьяка AsS, а именно, ядовитый реальгар (моносульфид мышьяка), чтобы заявить, не только с помощью живописи, но также и при помощи этого реальгара об отравлении правителя инков, упомянутом в Сообщении Франсиско Чавеса Королю, приложенном к записной книжке. Альтер Эго матери Автора, горлица со стр.15r, изготовлена приклеиванием медного листа, вырезанного в форме горлинки, на которую в свою очередь были приклеены измельчённые в пыль крупицы морских ракушек mullu (Spondylusprinceps), чтобы этой прекрасной раковиной показывать туземный мир, к которому покойница принадлежала, и благоговение, которое её сын к ней питал. Мелкие частички золота, напротив, применены в случае с Пайтити, чтобы показать метафорическое и настоящее сокровище, заключённое там: одни приклеены в центре прямоугольной площадки на стр.13v, а другие составляют часть мозаики медальона «d», указывая тем самым на место и направление относительно г. Куско. В итоге Автор одновременно и свободно использует различные выразительные средства, чтобы подчеркнуть свою мысль, и среди них — фрагменты из материй. Поскольку материи в этом документе несут на себе значение письма, и не только с точки зрения иконографии, ими представленной, но также и с материальной и эргологической точки зрения. Вложенному текстильному предмету, а именно: четыре матерчатых фрагмента,  соответствуют  и «ключевые слова» (тиксисими), приложенные к документу.
Первые анализы, осуществленные с цветами, примененными в документах, образующих EI, а именно чёрный, белый и красные в нескольких тонах, среди них и розовые, желтые, зеленые, синие, подтверждают, что белый цвет составлен из каменных квасцов, чёрный — древесно-угольной сажи, желтые — из шафрана или крокуса, синие — из голубого малахита, в то время как состав красных и зеленых красок разнообразнее: а именно красные составлены из киновари (HgS), когда рисунок имеет отношение к крови, как в случае с «жертвенной» маской, раскрашенной на стр.l4r, и наоборот, они составлены из кармина в остальных случаях, точно так же и зеленые краски добывались из очень тонко раздробленного малахита, и что любопытно, на стр.l3r и 13v, карты Пайтити, там же где зелёный цвет показывает растительность, он, напротив, растительного происхождения, как если бы была связь между составом цвета и рисуемого объекта: эта взаимосвязь ещё ждет последующих анализов, чтобы быть окончательно установленной.
Техники живописи, явствующие из проверок невооруженным взглядом и в бинокулярный микроскоп, также оказываются смешанными: кистью, почти всегда достаточно тонкой, и пером. В основном перо используется для контуров, обычно оформляющих рисунки, однако иногда используется, чтобы наметить тонкие детали рисунка: например в тиксисимис, входящих в капак-кипу, где кисть использовалась для того, чтобы наносить цвета, накладыванием темперы, то есть используя хвост животного, чтобы соединять цвета. Составной характер — также и в использовании линейки для расчерчивания: в целом, линии, соответствующие главным верёвкам капак-кипу были размечены сажей, при помощи линейки и твёрдой кисточки или пера. В любом случае, видна уверенная и решительная рука художника.

### Транскрипция
Когда текст EI испытывает недостаток фигур, то он написан собственным почерком, курсивного в своей основе, и почти без точек и разделения на абзацы, на странице, с заготовленными 32 линиями, намеченными на бумаге, как бы формируя ящик, края которого такие: 8 мм сверху, внизу и по внешнем краю, 5 мм по внутреннем краю: это значит, что записная книжка была сшита и переплетена, в любом случае, после подготовки листов, особенно при окончании главы, автор, когда ему не хватает текста, чтобы закончить строку, доходит до края с линией, намеченной пером: такое никогда не происходит на страницах, представляющих собой заголовки, фигуры, иллюстрирующие текст и какой-нибудь стих. Автор использует прописные буквы не только для обозначения собственных имен, но и чтобы показывать, что данное слово, в частности следует за точкой, закрывающей фразу, а также, чтобы усилить в речи, вес каких-нибудь слов, например Aurum, золото, часто написанного с прописной буквы, когда золото относится к объекту честолюбия завоевателей. Любопытно использование прописных букв в относящихся к словам на языке кечуа, ассоциируемых с божественными понятиями, предположительно, являющееся переносом стиля христианского языка по отношению к священному: он всегда пишет Пачакамак, Париакака, Пачамама, Виракоча, Ананпача с прописной буквы, в то время как ynti, quilla, yllapa пишет со строчной буквы, за исключением ряда случаев, принятых в транскрипции. Однако нужно иметь в виду, что, в курсивной графике EI различие между ‘y’ и 'q' прописной и строчной встречается только в размере букв, и что это случается не всегда. Чтобы усилить значение слова или фразы, автор подчеркивает их, а в двух случаях усиливает двойным подчеркиванием; эти подчеркнутые слова сохраняются в транскрипции. Пунктуация неполная и производится в большинстве случаем запятыми, точкой с запятой, точкой и вопросительным знаком. От случая к случаю автор использует дефисы вместо точек. Чтобы показать вводное предложение автор использует двоеточие или два знака «равно» (=) повторяемые в конце и в начале фразы: в редких случаях (например в Add.II) предложение находится между дефисами. Автор по максимуму уменьшает количество точек и абзаца и предпочитает показывать их двойными косыми линиями (//), реже при помощи «=». Так или иначе, в транскрипции выделены точки и обозначен абзац и он показан символом косой черты «/» когда заканчивает строку. Первоначальная пунктуация принималась как таковая в транскрипции, но не всегда было возможно указать на переменчивость, показываемую автором, относительно чего для этого используется какой-то один знак и, в таких случаях, была выбрана современная пунктуация: например, вводные предложения осуществлялись всегда двумя дефисами. В переводах, наоборот, пунктуации модернизировалась, чтобы речь была более понятной. В транскрипции также как и в переводе добавления издателя показаны в квадратных скобках.
В транскрипции применены правила палеографии для современных источников: а именно, сокращения передавались полными словами, ввиду того, что они составляют часть общих сокращений в ту эпоху, например. aq как atque, q, как quien, q.bus как quipus, é как est, её' как ellas, n. как no, n.a. как non autem, и дифтонгом oe, своего рода J как genitive orum, Dús как Dominus, v° как verdadero, и т. д., в то время как в сфере математических вычислений автор пишет é (читаемый как est), передан современным знаком =, наш «х» — sit, наш «+» — это f, наш «-» это Q. Некоторые понятия автор написал по-разному: например, вместо nihil написан также nichil, как mihi, так michi, обе версии использовались. Кроме того автор пишет Atahuallpa, Guaman Puma, Cozco, ynti, yllapa, Mancocapac, Cassa Marca, что было переведено в форму, ныне общепринятую, а именно: соответственно Atahualpa, Guaman Poma, Cusco, Inti, Illapa, Manco Capac, Cajamarca. Курсивом записаны части слов или слова, которые автор пишет на языке кечуа (даже, когда он вставил их в латинском тексте, и склоняя их по-латински), чтобы было легче их узнать, и напротив, выбрано предпочтение не выделять курсивом собственные имена и относящиеся к кечуа понятия, уже составивших часть межъязыкового общего использования, такие как кипу, кипукамайок, и т. д.
В двух переводах, на итальянском языке и на испанском, фразы или слова, получаемые при переводе с кечуа также были отмечены курсивом для того, чтобы их было легче узнать, и дать возможность соотнести их с кечуанским термином из транскрипции; и наоборот, для некоторых слов кечуа, ставших уже всеобщими, предпочтение отдано сохранению версия кечуа, несмотря на это, впервые когда они упоминаются, введён в квадратных скобках соответствующий перевод, в то время как для «ключевых слов», так называемых тиксисими, всегда одновременно показывался вариант на кечуа, итальянский или испанский, в зависимости от случая.

### Текстильные фрагменты, добавленные в Exsul Immeritus
- 1. Фрагмент, приклеенный как внешняя подкладка к картонному футляру

Размеры футляра: 32x23x4,5 cm
Приблизительные размеры текстильного фрагмента: 85x28cm
Текстильные основы: нить южноамериканских верблюдовых, спряденная в виде S в естественных черных, ореховых, белых и красных цветах (этот последний окрашен).
Соединения: две нити южноамериканских верблюдовых цвета лесного ореха, пряжа в виде S и скрученная в виде Z.
Описание: Материя с внешней стороны (широкие линии красного цвета) и материи тремя дополнительными группами основ (в зонах, обработанных мотивами восьмиконечных звезд и лучи линейными мотивами и в виде S). Подкладка приклеена хвостом к картонной коробке. Стиль: Периферический инкский (XV—XVI века).
- 2. Фрагмент с единственным использованным краем (боковым), на стр.. l5r, чтобы покрыть медную горлицу, альтер эго матери Urpay Бласа Валера и задняя часть сумки I (таб. XIIIa, b)

Размеры: 22x12 см
Основы и нити: две нити южноамериканских верблюдовых коричневого натурального цвета, прявшихся в виде S и скрученный в виде Z.
Дополнительные соединения: нить южноамериканских верблюдовых натурального белого, жёлтого, серого цвета, прявшего в виде S и использованного двойным.
Описание: коричневая материя с дополнительными прерывистыми сюжетами в центральной фигуре горлицы и непрерывных в боковой кайме, которая представляет собой серию птиц откладывающих гуано и ромбовых мотивов с такой в центре. Напротив, Блас Валера пишет очень тонкой кистью, смоченной в красной киновари, на кечуа, но используя латинские символы и в соответствии смысла текстильных основ: «Mamallay urpay parachinam vequepayllamante urman Blas», что значит «ох, мать горлица, слезы падают по одной, словно дождь, Блас» (таб. XIIIa, b). Стиль: Чанкай (XII—XIV века).
- 3. Фрагмент с полосой и одним краем (поперечный, боковой), использованный для того, чтобы закрыть содержимое сумки I, приклеенной к стр.. 15v (таб. XIIIc).

Размеры: 15x 19 cm (включая 8 см полосы).
Основы: хлопок из двух нитей, прявшийся в виде S и скрученный в виде Z.
Соединения: две нити южноамериканских верблюдовых, пряжа в виде S и скрученная в виде Z, выкрашенную в красный цвет; остальные цвета: жёлтый, белый и бежевый — натуральные цвета южноамериканских верблюдовых.
Описание: красная ткань, сотканная с лицевой стороны и по кайме, украшенная фигурой баклана, выполненного в виде гобелена с открытых разрывами.
Стиль: Чиму (XII—XIV века).
- 4. Фрагмент каймы с единственным краем (боковым), использованными в виде петель книги

Размеры: (22x4+4) см + 4 cm (кисть с противнем).
Основы: хлопок из двух нитей, пряденых в виде S и скрученный в виде Z.
Соединения: две нити южноамериканских верблюдовых, пряжа в виде S и скрученная в виде Z натуральных коричневых и бежевых цветов, в то время как красные и синие цвета — результат окрашивания.
Описание: фрагмент каймы с единственным краем (боковым), на который присоединена кисточка с веретеном, чтобы показывать, что им выполнялись дырочки в книге на стр.. 19v. Две самые короткие стороны отрезаны и гуммиарабиком сдерживалось распутывание: в низу также присоединено то веретено, из которого выступает кисточка. Кайма сделана в виде гобелена, разрывы которого зацеплены на зубец. Она украшена чередующимися диагональными светлыми и темными полосами и каждая из них включает три спирали. Веретено, сферическое, из керамики и разделено на два уровня по вертикальной линии красного цвета: на белом фоне нарисованы две птицы (горлицы?) тёмно-коричневого цвета, в то время как глаза показаны красным цветом. Кисточка составлена прядью ниток из той же материи.
Стиль: поздний Уари Южного берега (VII—VIII века). Веретено — стиля Чанкай (XII—XIV века).
- 5. Текстильный фрагмент без краёв, сшитый по сторонам в виде кармашка, чтобы сохранить медальон «d»

Размеры: 5x11,5 см
Основы и швы: две нити южноамериканских верблюдовых коричневого натурального цвета, прявшихся в виде S и скрученный в виде Z, удвоенные.
Соединения: две нити южноамериканских верблюдовых, пряжа в виде S и скрученная в виде Z; цвета: натуральный коричневый, а жёлтый и красный — окрашенные.
Описание: Фрагмент гобелена, сшитый с двух сторон в виде кармашка, использованного, для сохранения вощеного медальона «d», сохраняемого в сумке, приклеенной к стр.. l8v. Разрывы гобелена зацеплены за зубец. Он украшен геометрическими фигурами: завитки и линии, повторяющихся в полях дополнительных цветов. Две нити, извлеченные из основ, по обе стороны кармашка служат для его закрывания таким образом, чтобы не мог выпасть медальон, сберегаемы внутри.
Стиль: Поздний Уари (века VII—VIII).
- 6. Тиксисими, содержавшийся в сумке на стр.. 15v Exsul Immeritus, являющихся, согласно автору (стр.2v) подарком, который получил его дедушка по матери Ильяванка из рук амауты Мачакуимукта.
- 6. a) Тиксисими: ullu (мужской член) с четырьмя краями, ушком из нити и четырьмя завязками, которые означают набедренную повязку (таб. XXII)

Размеры: 4,6x2cm; завязки: 13 и 8 см
Основы и нити: беловатый хлопок из одной нити, пряденой в виде Z.
Завязки, ушко и укрепление ушка: ушко из нити составлено из того же беловатого хлопка, что и основы / нити, но соединённых в две нити и скрученных в виде S. Завязки и укрепление ушка, наоборот, хлопковые орехового цвета, они также из двух нитей, пряжа в виде Z и скрученная в виде S.
Вышивка: одна нить южноамериканских верблюдовых светло-бежевого цвета, пряжа в виде Z и использованная дважды.
Описание: маленькая мужская набедренная повязка из белой ткани; каждый из двух бантов орехового цвета нанизан при помощи возвращений утка от бокового края таким образом, что из четырёх углов выходят четыре ленты, две с одной стороны и две с другого. Ушко включено в боковой край. Змея, пытающаяся укусить себе за хвост, вышита в центре маленькой набедренной повязки.
Стиль: Поздний инкский (XVI век).
- 6. b) Тиксисими: ullu (мужской член) с четырьмя краями, ушком из нити и четырьмя завязками, которые означают набедренную повязку (таб. XXII)

Размеры: 5x1,7 см; завязки: 12 и 9 см
Основы и нити: нить беловатого хлопка, пряденой в виде Z.
Завязки, ушко и укрепление ушка: ушко из нити составлено из того же беловатого хлопка, что и основы / нити, но соединённых в две нити и скрученных в виде S. Завязки и укрепление ушка, наоборот, хлопковые орехового цвета, они также из двух нитей, пряжа в виде Z и скрученная в виде S.
Описание: маленькая мужская набедренная повязка из белой ткани; каждый из двух бантов орехового цвета нанизан при помощи возвращений утка от бокового края таким образом, что из четырёх углов выходят четыре ленты, две с одной стороны и две с другого. Ушко включено в боковой край.
Стиль: Поздний инкский (XVI век).
- 6. c) Тиксисими: pichuc (материя из нескольких цветов) с четырьмя краями и с ушком нити (таб. XXII)

Размеры: 5x2cm
Основы и нити: нить беловатого хлопка, прявшейся в виде Z.
Ушко и вышивка: выкрашенный хлопок красного, бордового, серо-синего и зелёного цвета и южноамериканские верблюдовые шерсти натуральных цветов: зеленоватый, ореховый и желтоватый: все из одной нити, прявшейся в виде Z и двойная для ушка.
Описание: белая ткань для открытых мест, в которые вставлены с помощью иглы, вышеупомянутые цвета. Ушко, сделанная из красной двойной хлопковой нити, вставлена в боковой верхний край.
Стиль: Поздний инкский (XVI век).
- 6. d) Тиксисими: nina (огонь) с четырьмя краями и с ушком нити (таб. XXII)

Размеры: 3x3 см
Основы, нити и ушко: нить беловатого хлопка, прявшаяся в виде Z; для ушка используется двойная нить.
Описание: беловатая выровненная, окрашенная и жесткая ткань, как бы подкрахмаленная при помощи, измельчённой в пыль киновари и яичного белка, применяемых как спереди, так и с изнанки тиксисими. Ушко, напротив, сохранившее свой естественный цвет, вставлено в поперечный верхний край.
Стиль: Поздний инкский (XVI век).
- 6. e) Тиксисими: pacari (рассвет) с четырьмя краями и с ушком нити (таб. XXII) Размеры: l,7 x l,8 cm; внутренний квадрат: 1,4x1,4 см

Основы, нити и ушко: одна нить беловатого хлопка, прявшуюся в виде Z; из двух нитей, скрученных в виде S в ушке.
Вышивка: нить из альпаки естественного розово-бежевого цвета, прявшаяся в виде Z.
Описание: белая выровненная ткань, ушко вставлено в поперечный верхний край. Внутренний квадрат бледно-розового цвета вышит иглой в нитях с прыжками через десять нитей.
Стиль: Поздний инкский (XVI век).
- 6. f) Тиксисими: pichca-tahuanpa (четыре и пять) с четырьмя краями и с ушком нити (таб. XXII)

Размеры: 3,1 х 3см
Основы, нити и ушко: нить южноамериканских верблюдовых беловатого бежево-розового цвета, прявшаяся в виде Z.
Описание: тонкий гобелен, разрывы которого закрылись простым сцеплением; он представлен в форме шахматки, число четыре бежево-розового цвета и число пять белого цвета.
Стиль: Поздний инкский (XVI век).
- 6. g) Тиксисими: tyana (трон, постамент) с четырьмя краями и с ушком нити (таб. XXIII) Размеры: 5x2,3 cm

Основы: нить беловатого хлопка, прявшаяся в виде Z.
Соединения и ушко: южноамериканская верблюдовая тёмная пряжа в виде Z и двойная в ушке.
Описание: ткань с лицевой стороны нитей, ушко введена в поперечном к верхнему краю. Медный лист, вырезанный в виде трона (ushnu или sucanca?), вшит в текстильную основу и занимает нижнюю половину.
Стиль: Поздний инкский (XVI век).
- 6. h) Тиксисими: Париакака с четырьмя краями и с ушком нити (таб. XXIII)

Размеры: 5x2,5 cm
Основы и нити: нить беловатого хлопка конца, прявшаяся в виде Z.
Ушко: нить южноамериканских верблюдовых красноватого, прявшаяся в виде Z, но двойное использование и нить из беловатого хлопка, прявшаяся в виде Z.
Описание: беловатая выровненная ткань, ушко введено поперек верхнему краю. Прямоугольный золотой лист тех же размеров, что и основная материя, сшит с ним с помощью четырёх отверстий. На листе нарисованы, в виде пятерки из домино, пять красных дисков, изготовленных из киновари, и означающие божественность Париакаки.
Стиль: Поздний инкский (XVI век).
- 6. i) Ticcisimi: yaya (отец) (таб. XXIII)

Размеры: ЗхЗсм
Описание: медь, покрытая обработкой тиснением какого-то цветка, удлиненного меж двух лепестков (мужской член в эрекции?). Отверстия с четырёх сторон листа позволяют предположить, что он прикладывался на ткань. Из минералогического теста выявлены остатки золота, возможно, означающие давнее золочение при помощи окраски ().
Стиль: Поздний инкский (XVI век).
- 6. l) Тиксисими: Пачамама

Размеры: 3 х 3 см
Описание: медь, покрытая гравировкой в виде человеческой маски. Отверстия с четырёх сторон листа позволяют предположить, что он прикладывался на ткань. Из минералогического теста выявлены следы золота и киновари, возможно, означающие давнее золочение при помощи окраски, а лицо было окрашено красным цветом, как явствует из того же тиксисими, нарисованного на бумаге в EI (Gasparotto 2001:192-193).
Стиль: Поздний инкский (XVI век).
- 6. m) Тиксисими: юпана (счеты)

Размеры: 3,3x3,3 cm
Описание: медный квадрат, покрытый гравировкой счет в шахматную клетку. Отверстия с четырёх сторон листа позволяют предположить, что он прикладывался на ткань. Из минералогического теста выявлены следы серебра, означающие давнее серебрение при помощи окраски ().
Стиль: Поздний инкский (XVI век).
- 6. n) Тиксисими: muncaynim (свирель)

Размеры: 4,6xl,5 cm
Описание: медь, покрытая вырезкой так, чтобы образовать свирель с пятью тростинками. Отверстия в квадратной форме листа позволяют предположить, что он прикладывался на ткань.
Стиль: Поздний инкский (XVI век).

## Состояние документа
Записная книжка сохранилась достаточно хорошо, несмотря на наличие влажных пятен, и сильно обесцвеченного текста на стр.18r, написанного красными чернилами.

## Структура документа
Документ Бласа Валера представляет собой тетрадь (со множеством рисунков, графиков), состоящую из:
- Титульной обложки с рисунками (знаки токапу в капак-кипу, человеческие фигуры, корабль). Металлические буквы названия оформлены были не автором, а кем-то другим.
- Текста, разделённого на своеобразные главы:
  - Некое предисловие без заглавия.
  - «Моя жизнь».
  - «[Обращаясь] к Игнасио де Лойола».
  - «Мои труды».
  - «Мой язык».
  - «Радуга; солнце; королевские кипу».
  - «Слоговое королевское кипу».
  - «Числовые кипу и юпана».
  - «Набор линий [секекуна]».
- Обложка с изображением на всю страницу, закрывающей записную книжку: Иисус Христос, распятый посреди четырёх доколумбовых символов.
- Addendum I (Приложение I).
- Addendum II (Приложение II) «Дабы завершить мною написанное».
- Addendum III (Приложение III) «Дабы исправить мною написанное».
- Addendum IV (Приложение IV) «Чтобы завершить мое сочинение — О моем языке и о королевском слоговом кипу слогов или капак-кипу».
- Addendum V (Приложение V). Рисунок инкской рубахи Uncu.
- Addendum VI (Приложение VI) «Дабы завершить мое сочинение окончательно — Мир людям доброй воли».
- Вкладка 2 (называемая зеркальная) хранившаяся в кармане 1.
- Медальон «с» и Вкладка 1.
- Медальон «d», содержащий обрывок письма Христофора Колумба, письмо конкистадора Франсиско де Чавеса (5 августа 1533), договор иезуитов с «хронистом» Гуаманом Пома де Айяла (16 февраля 1614)
- Страница 18':
  - «Миф».
  - «Исторические факты».
- Страница 18' ' [PACHAQUIPU].
- Addendum VII. Iustitia (Приложение VII. Правосудие).

### Письмо Франсиско де Чавеса, 5 августа 1533
К тетради Бласа Валера приложено письмо конкистадора Франсиско де Чавеса (при Франсиско Писарро одновременно существовало два конкистадора с таким именем, но рождённых в разных местах) от 5 августа 1533 года.
Франсиско де Чавес в своём письме испанскому королю утверждал, что Франсиско Писарро осуществил пленение Атауальпы, споив сначала его и его полководцев вином, отравленным сульфидом мышьяка (аурипигментом), что упростило задачу захвата в плен правителя, а самим испанцам не было оказано существенное сопротивление. Это свидетельство в корне противоречит всем официальным летописям конкисты.

## Исследования Бласа Валера

### Математика инков

#### Песня Сумак Ньюста в кипу и юпане
Песня Сумак Ньюста приводится как у Гарсиласо де ла Вега (стихотворная форма), так и у Бласа Валера (в форме кипу, с вычислением на юпане) в таком виде:
«SUMAC ÑUSTA TORALLAY QUIM PUYNUY QUITA PAQUIR CAYAN UNUY QUITA PACHACAMAC VIRACOCHA PARAMUNQUI» (Красивая принцесса, твой брат твой большой кувшин разбивает, твои воды Пачакамак посылает твой дождь).

#### Песня Пачамама в кипу и юпане
Сама песня была изначально посвящена богине Пачамама и имела несколько другой текст:
«PACHAMAMA TURALLAYQUIM YNTILLAPA RACAYQUITA PAQUIRCAYAN ULLUNMANTA UNUYN CINCHI PACCHAN CAMRI RACA UNUYQUITA PARAMUNQUI MAYNIMPIRI CHICHIMUNQUI RITIMUNQUI YNTILLAQMI YLLAPAQMI PARIACACAP HINAMANTARA PACHAMAMAP RACAPIRI CINCHI ULLU CUÑUÑUÑUN».

### О разнообразии видов кипу
Сведения Бласа Валера не находят пока признания у ряда историков (см. ниже Спорные вопросы), так как его, изданное в 2007 году, произведение считают фальшивкой. Всё же, этот автор перечисляет такие виды колониального кипу (созданного или переделанного под церковные цели) и, возможно, отчасти инкского:
- Учебные кипу — азбука для младших детей, обучаемые азам с помощью игрушечных кипу.
- Школьное и королевское слоговое кипу — для учащихся детей знати в школах Ячайваси, где уклон в обучении делался на философию, теологию, специфическую нелинейную математику (аналогов в Старом свете не имеет, не подчинялась стандартной логике). Вычисления священных чисел с помощью мифов, легенд, абстрактных конструкций.
- Похоронное ритуальное кипу — для погребений. В виде молитв. Главное отличие — со шнура свисали деревянные разрисованные дощечки.
- Астрономические-календарные кипу — учёт времени по календарю. Учёт лунных, солнечных затмений, фаз луны, появления звёзд и тёмных участков неба (андских «созвездий»), зениты солнца, солнцестояния.
- Математические числовые позиционные счётные кипу — для самых сложных вычислений мудрецами-математиками. Подсобный необходимый инструмент — калькулятор юпана.
- Кипу для повседневного счёта — Упрощенная разновидность предыдущей. Использовались пастухами и т. п. для ведения учёта доступного пространственному осмотру единиц учёта (ламы, скот и пр.).
- Кипу географические — на основе направлений-линий секе. Нечто вроде системы географических координат. Тесно связано с астрономическими наблюдениями и измерениями времени[6].

## Спорные вопросы

### Документы Миччинелли
В городе Кито были найдены рукописи «Древние обычаи Инков» (Las Costumbres Antiguas de los Incas), которые уже в 1945 Франсиско А. Лоайса представил как работу Бласа Валера, и, согласно такому историку как Сабина Хайленд (Sabine Hyland) также случайно в Ла-Пасе, Боливия, был найден словарь, названный Vocabulario, где приводиться информация о временах Инков.
В последнее время начали распространяться новые данные относительно биографии Бласа Валера. Среди них: спорные — общность с «Новой Хроникой и Добрым Правлением» (Nueva Corónica y Buen Gobierno), книгой Гуаман Пома де Айяла, Фелипе (Felipe Guamán Poma de Ayala). Согласно итальянской исследовательнице Лаура Лауренсич Минелли, существуют три листа с рисунками в рукописном документе «История и Начала Перуанского Языка» (Historia et Rudimenta Linguae Piruanorum), приводящих подпись «итальянского иезуита» Бласа Валера. Согласно Лауренсич Минелли, эти рисунки были нарисованы до 1618, а именно, спустя годы после официальной смерти Бласа Валеры.
Возможно, целью Валеры в Европе было: представить правдивое сообщение Римскому Папе о завоевании Перу конкистадором Франсиско Писарро, отравившего солдат Инки Атауальпа с помощью аурипигмента (As2S3 — лимонно-жёлтый трисульфид мышьяка) и вина, о чём Валера узнал от своего дедушки Ильяванка из кипу, которое подарил тому амаута Мачакуимукта (живший при Инке Атауальпа), в знак благодарности за то, что он спас ему жизнь; от своего отца Луиса Валера он получил письмо конкистадора Франсиско Чавеса (участника пленения короля инков Атауальпы), его «Сообщение Королю Испании», составленное 15 августа 1533 года в городе Кахамарка. На этом письме сохранились подписи Поло де Ондегардо («No es cosa») и Хосе де Акосты («Non D.[omino].D.[entur].Ex simus [Eversimus] — Joseph de Acosta»), идентичные уже имевшимся среди документов в архивах Перу. Глава Общества Иезуитов, Аквавива, был против намерений Валеры, потому и было принято решение признать Валеру умершим, а сам он должен быть изгнан в Испанию, где часть его работ и попала к Инке Гарсиласо де ла Вега.
Позже, однако, Валера тайно возвратился в Перу под другим именем — Руируруна — с намерением напечатать свою версию завоевания Перу. Он сблизился с двумя другими иезуитами, а именно: Хуан Антонио Кумис и Хуан Анелло Олива. Также в группу помощников и покровителей Бласа Валера вошли и такие иезуиты: Бартоломе де Сантьяго, Хуан Гонсало Руис (его старый друг и земляк), Алонсо Барсана, Бартоломе Санчес, Муцио Виталески (Глава Ордена), Доминго де Бермео, Диего де Ваэна (либо Дионисио Веласкес). Чтобы осуществить свои намерения, они задумали воспользоваться чужим именем, и заключили контракт по сему поводу (об использовании имени, за что обязывались заплатить одной каретой с лошадью) с Фелипе Гуаман Пома де Айяла. Контракт сохранился вместе с тетрадью Бласа Валеры и был заключен в специальном предохранительном кармане. Выполнив задуманное, Блас Валера возвратился якобы Испанию в 1618, где предположительно вскоре и умер в Алькала-де-Энарес. В том же городе находился наследник инков — Дон Мельчор Карлос Инка, изображение которого попало в книгу Гуамана Пома де Айяла и выполненное, предположительно Гонсало Руисом.
Рукопись, изученная Лауренсич Минелли, состоит из девяти листов, написанных различными лицами но испанском, латинском и итальянском языках, с рисунками, сделанными соратником Бласа Валеры — тем же Гонсало Руисом. Этот текст содержит краткую грамматику языка кечуа, представляющего ключ к расшифровке кипу, а также счетного инструмента — юпана.
Символы токапу из книги Бласа Валеры, встречающиеся также и в книгах Мартина де Муруа и Гуамана Помы, и на сосудах керо не всегда идентичны между собой, но заметна одинаковость стиля на рисунках в прорисовке человечков, то есть если имелась подделка не только в тексте документов Миччинелли, но и в рисунках, то выполнено это очень мастерски — стилизовано вплоть до деталей, характерных для изображений на сосудах керо инкской эпохи.
Ролена Адорно, специалист, исследовавшая Фелипе Гуаман Пома де Айала, на основании исследования Хуана Карлоса Эстенссоро (Juan Carlos Estenssoro) намекают на вероятную подделку документов, изученных Лаурой Лауренсич Минелли.
Рукопись «Exsul Immeritus Blas Valera Populo Suo», представленная Лаурой Лауренсич Минелли, все ещё не пользуется признанием, а следовательно тайна, окутывающая прошлое Перу и этого иезуита метиса не раскрыта окончательно.

## Влияние на поздних авторов

### La Lettera Apologetica
Раймондо де Сангро, купив 25 октября 1745 года у отца Ильянеса, приехавшего из Чили, рукопись Historia et rudimenta linguae piruanorum (1600—1638), написанную иезуитскими миссионерами в Перу Джованни Антонио Кумисом и Джованни Анелло Оливой, включил в свою книгу La Lettera Apologetica (1750) многие знаки токапу из капак-кипу, правда переделав их и придав им закругленные, а не квадратные формы.
В 1747 году Мадам де Графиньи издала свои «Письма перуанки», в которых знатная перуанка Силия (Zilia) использовала кипу для записей и переводила сразу на французский. В Письме XVI Графиньи приводит описание кипу, как письменности. Переиздана книга была в 1749 году. Издатель сборника «Coleccion de documentos literarios del Peru» (1874) Мануэль де Одриосола предположил, что эти письма послужили «одному итальянцу из Академии де ла Круска и одной графине, той же национальности, написать толстый том „в одну четверть“ озаглавленный „Apologea de los quipos“. Использовав Гарсиласо, автор столь уверенно использует грамматику, словарь из кипу, представляющие собой кипуграфию, позаимствованную от некого Кипу-Камайока из инков, но как бы они не ошибались в своих предположениях».
Полное название книги «La Lettera Apologetica»:
- Lettera Apologetica dell’Esercitato accademico della Crusca contenente la difesa del libro intitolato Lettere di una Peruana per rispetto alla supposizione de' Quipu scritta dalla Duchessa di S*** e dalla medesima fatta pubblicare — в книге использовано 40 «ключевых слов» якобы древней системы записи Инков. Ключевые слова в кипу были раскрашены разными цветами и имели форму круга. Метод цветной печати был неизвестен на то время и был изобретён самим Раймондо[11].

Как видно, именно Мадам де Графиньи (графиня S***) и князя Раймондо де Сангро (являлся академиком де ла Круска) имел в виду Одриосола.
Проведённые исследования по сравнению тетради Бласа Валера и книги Раймондо де Сангро показали, что именно рукопись Exsul immeritus была первичным источником, а не наоборот

### Издания документа
- Exsul immeritus blas valera populo suo e historia et rudimenta linguae piruanorum. Indios, gesuiti e spagnoli in due documenti segreti sul Perù del XVII secolo. A cura di L. Laurencich Minelli. — CLUEB, Bologna, 2007; br., pp. 590. ISBN 978-88-491-2518-4
- Невиновный изгнанник Блас Валера Своему народу Тавантинсуйу. — перевод на русский язык — А. Скромникий, 2008.
- Laurencich Minelli, Laura. Exsul Immeritus Blas Valera Populo Suo e Historia et Rudimento Linguar Piruanorum. — Municipalidad Provincial de Chachapoyas, Chachapoyas, 2009, p. 300.

### Исследования документов
- ¿Sublevando el Virreinato?: Jesuitas italianos en el Virreinato del Perú del Siglo XVII. Gerónimo Pallas (S.I.), Documentos contestatarios a la historiografía tradicional del Perú colonial. Laura Laurencich Minelli y Paulina Numhauser (eds.). — Quito, Ediciones Abya-Yala, 2007, 467 p. y 1 CD Rom. ISBN 978-9978-22-706-0
- Anónimo. De las Costumbres antiguas de los naturales del Peru (ed. Chiara Albertin). — Iberoamericana, Madrid, 2008; Vervuert, Frankfurt am Main, 2008. ISBN 978-84-8489-351-6 (Iberoamericana), ISBN 978-386527-377-2 (Vervuert)
- Documentos Miccinelli, un estado de la cuestion. Paulina Numhauser (на испанском)
- Радиоуглеродный анализ документов Миччинелли (на англ.).
- Радиоуглеродный анализ восковых печатей на документах Миччиинелли.
- Tom Zuidema. El quipu calendarico Pachaquipu
- Laura Laurencich-Minelli. LA CURIOSA VERSIÓN DE FRANCISCO DE CHAVES SOBRE LA CONQUISTA DEL PERÚ
- Лаура Лауренсич Минелли. Новые открытия основополагающих идеологических принципов империи Инков «Тавантинсуйу»: священное в мире Инки, согласно двум тайным иезуитским документам. Архивировано 8 января 2013 года.
- Лаура Лауренсич-Минелли. Любопытное понятие мезоамериканского и андского «нуля предметного» и логика инкских богов-чисел. Архивировано 23 июля 2012 года.
- Знаки инков «токапу» и «ключевые слова» в книге «Невиновный Изгнанник Блас Валера Своему Народу Тавантинсуйу» (прорисовка А.Скромницкого)
- А.Скромницкий. Система слогообразования в языке Кечуа в XVI веке на основании книги Exsul immeritus blas valera populo suo и Historia et rudimenta linguae piruanorum.